# フェイス・イット・アローン
「フェイス・イット・アローン」（Face It Alone）は、イギリスのロックバンドであるクイーンの楽曲。2022年10月13日に『ザ・ミラクル（コレクターズ・エディション）』からの先行シングルとして配信限定で発売され、11月18日に7インチシングルとして発売された。1991年に死去したフレディ・マーキュリーを擁する新曲としては約8年ぶりのリリースとなった。

## 背景
「フェイス・イット・アローン」は、アルバム『ザ・ミラクル』のレコーディング・セッション中であった1988年11月に録音され、その後『イニュエンドウ』のレコーディング・セッションでも取り上げられた。アルバム『ザ・ミラクル』のレコーディング・セッションでは30曲制作され、収録されなかった楽曲は次作『イニュエンドウ』（1991年）や次々作『メイド・イン・ヘヴン』（1995年）に収録されたが、本作は未発表のままとなっていた。
2022年6月、ロジャー・テイラーとブライアン・メイがBBC Radio 2のゾーイ・ボールの番組で、マーキュリーが参加している未発表曲を見つけたことを明かし、メイは楽曲についてありふれた中に隠れていたんだ。何度も目にしてはいて、『ダメだ。これを救出することはできない』と思っていた。けれど、もう一度見てみたら、僕らの素晴らしいエンジニア・チームが『これとこれは使えるよ』と言ってくれてね。それを繋ぎ合わせたんだ。でも、美しいんだよ。感動的なんだと語った。本作はクイーンのプロダクションおよびアーカイヴ・チームが『ザ・ミラクル』のボックス・セットの発売するにあたり、当時のセッションで録音された音源を再調査していた際に発見されたと報じられている。メイは僕らのチームがこのトラックを見つけてくれて嬉しいよ。あれから長い歳月が流れたけれど、ここでこうしてまた僕ら4人全員で……そう、ディーキーもいて……今日の今日まで完全には仕上がらなかった素晴らしい曲のアイデアを、僕ら4人全員がスタジオで取り組んでいる様子を聴けるなんて実に素晴らしいね……今回やっと完成したよ！と語っている。

## ミュージック・ビデオ
シングル発売と同日にリリックビデオが公開された。その後10月21日にミュージック・ビデオがプレミア公開された。監督は『Queen: Rock the World』をはじめとしたクイーンのドキュメンタリーを複数手がけたサイモン・ラプトンが務めた。ミュージック・ビデオは、アニメーションや万華鏡エフェクトを使用しながらクイーンが愛用したマウンテン・スタジオを再現しているほか、『ザ・ミラクル』の時期に発表したミュージック・ビデオを想起させるイメージを組み合わせた作品となっている。

## 評価
ニュースサイト『ザ・テレグラフ』のニール・マコーミックは、4つ星半の評価をつけて本作を「はかなく、感動的かつ挑戦的な」曲と称した。イギリスの新聞『ガーディアン』のアレクシス・ペトリディスは3つ星の評価をつけ、「名作とは言い難いが、感情に訴えかける力がある」と評した。音楽雑誌『ローリング・ストーン』のニック・ライリーは、「クイーンの名高い過去作品の中にたやすくなじむ」と評した。

## チャート成績
「フェイス・イット・アローン」は、全英シングルチャートで初登場90位を記録。同じくイギリスのフィジカル・シングル・チャートとヴァイナル・シングル・チャートでは第1位を獲得し、シングル・ダウンロード・チャートでは最高位4位を記録した。シングル『フェイス・イット・アローン』は、2022年のイギリス国内で14番目に売れたヴァイナル・シングルとなった。
オランダのダッチ・シングル・チップ100で第1位を獲得。アメリカでは音楽雑誌『ビルボード』によるHot Hard Rock Songsで最高位7位を記録。

## クレジット
※出典
クイーン
- フレディ・マーキュリー – リード・ボーカル、バックグラウンド・ボーカル、キーボード
- ブライアン・メイ – エレクトリック・ギター
- ロジャー・テイラー – ドラム、パーカッション
- ジョン・ディーコン – ベースギター

技術面
- ジャスティン・シャーリー＝スミス – プロデューサー
- クリス・フレドリクソン – プロデューサー
- デヴィッド・リチャーズ – プロデューサー、エンジニア
- ジョシュ・マクレー – プロデューサー
- アダム・アヤン – マスタリング

## チャート
| チャート (2022年)                               | 最高位 |
| ----------------------------------------------- | ------ |
| ベルギー (Ultratop 50 Wallonia)                 | 45     |
| Canadian Digital Song Sales (Billboard)         | 15     |
| ハンガリー (Single Top 40)                      | 12     |
| Global Excl. US (Billboard)                     | 169    |
| Japan Hot Overseas (Billboard JAPAN)            | 13     |
| オランダ (Single Tip)                           | 1      |
| ニュージーランド ホット シングルス (RMNZ)       | 17     |
| ポルトガル (AFP)                                | 110    |
| 韓国 BGM (Circle)                               | 136    |
| スウェーデン ヒートシーカー (Sverigetopplistan) | 17     |
| スイス (Schweizer Hitparade)                    | 26     |
| UK シングルス (OCC)                             | 90     |
| US Digital Songs (Billboard)                    | 36     |
| US Hot Hard Rock Songs (Billboard)              | 7      |
| US Rock Digital Song Sales (Billboard)          | 8      |